# Ліберальна партія Японії (1881—1884)

Ліберальна партія (справа) і Партія конституційних реформ (зліва) гарчать на урядовців.

Ліберальна партія (яп. 自由党, じゆうとう, дзію-то) — японська загальнонаціональна політична партія. Заснована 18 жовтня 1881. Очолювалася політичним діячем Ітаґакі Тайсуке. Перебувала на позиціях радикального лібералізму французького зразка. Брала участь в русі за волю та народні права, який вимагав від японського уряду скликання Парламенту. Розпущена 29 жовтня 1884 року через переслідування владою та внутрішньопартійній розкол.

## Короткі відомості
1880 Імператорський уряд, спантеличений несподіваним зростанням громадського руху за відкриття загальнонаціонального Парламенту, відмовився розглядати петицію Парламентської ліги і згідно з Постановою про збори громадян розпочав переслідування її активістів. У відповідь на це, в листопаді того ж року, на другому з'їзді Парламентської ліги частина делегатів запропонувала сформувати політичну партію з метою мобілізації громадськості в боротьбі за свої права. Ця пропозиція була відхилена більшістю учасників з'їзду, тому 15 грудня 1880 року Уекі Еморі та Коно Хіронака з власної ініціативи утворили Підготовче товариство «Ліберальна партія». Впродовж декількох наступних місяців ідея створення політичної партії набула поширення в регіонах, а необхідність реалізації цієї ідеї стала очевидною після урядових махінацій у Відділі освоєння Півночі, яким керував Курода Кійотака.
18 жовтня 1881 року на третьому з'їзді Парламентської ліги делегати з усієї Японії прийняли рішення про створення Ліберальної партії. 29 жовтня, після інциденту 1881 року, вони обрали партійне керівництво. Організацію очолив Ітаґакі Тайсуке, а його заступником став Накадзіма Нобуюкі. Чільні позиції дісталися переважно вихідцям з префектури Коті, батьківщини Ітаґакі Тайсуке, та членам Товариства самодопомоги. З'їзд проголосили 1-м установчим і прийняли статут партії, який складався з 3 розділів присяги та 15 розділів правил.
Ліберальна партія стояла на позиціях радикального французького лібералізму. Її метою була боротьба за громадянські свободи та права, покращення суспільства та примноження добробуту. Кількість членів партії на початку заснування становила 101 особу, а в травні 1884 року зросла до 2224 осіб. Ліберали популяризували свою організацію в регіонах шляхом просвітницьких лекцій, а з червня 1882 року почали видавати друкований орган «Ліберальна газета».
У другій половині 1882 року Імператорський уряд вніс поправку до Постанови про збори громадян і посилив тиск на опозиційні та громадські організації. В листопаді того ж року йому вдалося вмовити лідера Ліберальної партії Ітаґакі Тайсуке вирушити з місією до Європи. Проти від'їзду лідера виступила частина членів партії на чолі з Бабою Тацуї, головою Товариства друзів Японії. Через це керівництво лібералів вигнало їх з партії за порушення дисципліни. Проти подорожі також висловилася Реформістська партія, з якою Ліберальна партія вступила у полеміку. Суперечка реформістів і лібералів переросла в потік взаємних звинувачень у співпраці із владою, що розкололо єдиний громадсько-політичний рух. Одночасно з цим, під впливом дефляційного курсу Мацукати Масайосі та урядових переслідувань, частина членів Ліберальної партії, що проживали в Східній Японії, радикалізувалися. Вони планували повстання проти уряду і здійснили ряд терактів: в травні 1884 року в Ґуммі, і у вересні того ж року — біля гори Кабасан.
Коли в червні 1883 року Ітаґакі повернувся до Японії, Ліберальна партія була не керованою. Провід партії запропонував розпустити організацію, що було здійснено 29 жовтня 1884 року. Незважаючи на проблеми і політичну обмеженість, вона була першою японською політичною партією, що об'єднала широкі верстви населення усієї країни і розвинула регіональний рух за волю і народні права до загальнонаціонального рівня.